# Бертрам Брокгауз
Бертрам Невілл Брокгауз (англ. Bertram Neville Brockhouse; 15 липня 1918, Летбридж, Канада — 13 жовтня 2003, Гамільтон, Канада) — канадський фізик, лауреат Нобелівської премії з фізики в 1994 році «за створення нейтронної спектроскопії» (спільно з Кліффордом Шаллом).

## Життєпис
Бертрам Брокгауз був другим із чотирьох дітей в сім'ї Ізраеля Бертрама та Мейбл Емілі Брокгауз (ур. Невілл). Наприкінці 1926 року сім'я переїхала до Ванкувера, де в 1935 Бертрам Брокгауз закінчив школу ім. Короля Георга. Незабаром після цього сім'я, через бідність під час депресії, переїхала в Чикаго, де Брокгауз працював асистентом у лабораторії й займався ремонтом радіоприймачів. Оскільки ситуація в сім'ї після переїзду в Чикаго не покращилася, в 1938 родина повернулась до Ванкувера. Після початку Другої світової війни Брокгауз пішов добровольцем на флот і служив там до закінчення війни. На службі займався в основному експлуатацією обладнання ASDIC — попередника сонарів.
Після закінчення війни він вступив наприкінці 1945 року за допомогою департаменту підтримки ветеранів до Університету Британської Колумбії. Вивчав фізику і математику. У 1947 отримав ступінь бакалавра в лабораторії низьких температур. Після цього він перевівся до Університету Торонто і через 8 місяців отримав там ступінь магістра. Після захисту дисертації в 1950 Брокгауз отримав місце в лабораторії Чок-Рівер — канадській установі з ядерної енергії. З 1960 очолював там відділення нейтронної фізики.
У 1962 році Брокгауз став професором в Університеті Макмастера в Канаді, де й працював до пенсії у 1984.
У 1994 році нагороджений, спільно з Кліффордом Шаллом, Нобелівською премією з фізики. У 1982 йому присвоєно звання кавалера ордена Канади, а в 1995 посвячено у компаньйони.
У жовтні 2005 року в рамках святкування 75-річчя університету Макмастера, Університетська авеню в місті Гамільтон перейменована на честь Брокгауза на Брокгауз-Вей.